# WD 1337+705
Désignations
WD 1337+705 est une naine blanche de la constellation de la Petite Ourse. D'une magnitude apparente de 12,8, elle est distante de ∼ 86,4 a.l. (∼ 26,5 pc) de la Terre. Sa masse vaut 0,59 fois celle du Soleil mais sa luminosité n'est que de 3 % celle du Soleil.
En 1997, Jay Holberg et ses associés ont détecté du magnésium dans son spectre, ce qui suggère qu'elle possède un compagnon de faible masse ou un disque d'accrétion, étant donné que la température de l'astre n'est pas suffisante pour que le magnésium soit issu d'une émission intrinsèque. Cependant, il n'existe à ce jour aucune observation directe indiquant la présence d'un disque circumstellaire, comme par exemple un excès d'émission dans l'infrarouge.